# Ступененго (Бјела)
Ступененго је насеље у Италији у округу Бијела, региону Пијемонт.
Према процени из 2011. у насељу је живело 45 становника. Насеље се налази на надморској висини од 436 м.